# Apollonia (Italia)
Apollonia fu un insediamento greco nel nord della Sicilia, situato nei pressi di San Fratello, comune italiano della città metropolitana di Messina.

## Storia
Pochi sono i riferimenti storici al sito. La città sarebbe stata fondata da Dionigi di Siracusa come avamposto contro i Cartaginesi. Il sito sembra sia stato occupato tra la fine del IV secolo a.C. e la prima metà del III secolo a.C. Secondo Diodoro Siculo fu sotto il dominio di Leptines, il tiranno di Engyon fino a quando, nel 342 a.C. ad opera di Timoleonte ambedue le città ne furono rese libere..
Nel 307 fu sottomessa e saccheggiata da Agatocle. Nel 73 a.C. fu depredata della statua in bronzo di Apollo (il cui culto dava nome alla città) dai romani di Marco Terenzio Varrone Lucullo e rimase sotto il dominio di Roma. La città quindi risorse e fu abitata (in periodo romano) tra il I secolo a.C. e il I secolo d.C.
Durante il I secolo a.C. subì le conseguenze della predatoria azione di Verre. Dopo risulta sia stata abbandonata.
Il sito fu ripreso e riedificato nella prima parte del XII secolo sulle rovine ellenistico-romane tra il regno di Ruggero II e il regno di Guglielmo I. Successivamente decadde per sempre.

## L'identificazione

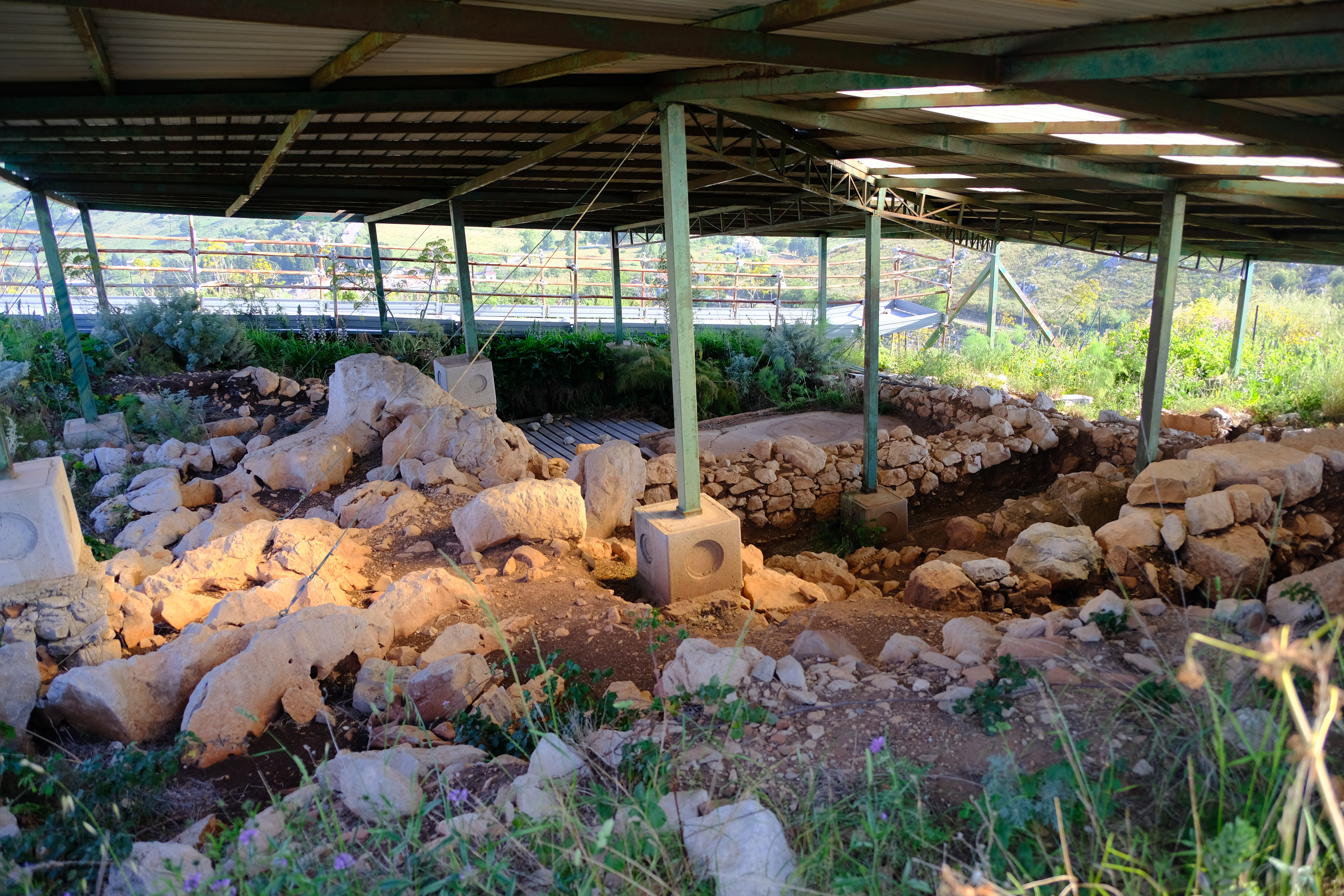
Resti di Apollonia

Di essa parla Diodoro Siculo. Secondo alcuni studiosi sarebbe da identificare con Pollina.
La presenza di resti della città, identificata come tale solo da alcuni studiosi tra cui Luigi Bernabò Brea era nota da tempo sul promontorio di Monte Vecchio di San Fratello che permetteva una visione della costa fino a Messina. Non era tuttavia stata effettuata una vera ricerca archeologica. Nel periodo tra il 2003 e il 2005 mediante l'utilizzo di fondi POR Sicilia 2000-2006 sono state intraprese 3 campagne di scavo. È stata scavata l'acropoli del sito che si presenta molto esteso. 
Era considerato un luogo sacro perché si pensava che un essere celeste fosse precipitato nei pressi del promontorio creando un cratere ancora oggi visibile guardando ad ovest in direzione di Cefalù
L'identificazione del sito con l'Apollonia della prima metà del IV secolo a.C. è quasi certa in base alla catalogazione di monete, di resti murarie di ceramiche ritrovate.
Il sito archeologico di Apollonia fa parte del patrimonio incluso nell'elenco dei "Beni culturali e dell'Identità siciliana" dell'assessorato omonimo della Regione Siciliana.